# Timur Ivanov
Timur Vadimovich Ivanov (en ruso: Тимур Вадимович Иванов; nacido el 15 de agosto de 1975) es un político ruso que se desempeñó como viceministro de Defensa de Rusia de 2016 a 2024. Anteriormente se desempeñó como vicegobernador del Óblast de Moscú de 2012 a 2016. Tiene el rango de 1ª clase de Consejero de Estado Activo de la Federación de Rusia. En abril de 2024, Ivanov fue arrestado por las autoridades federales rusas, acusado de aceptar sobornos "a una escala particularmente grande".

## Primeros años y educación

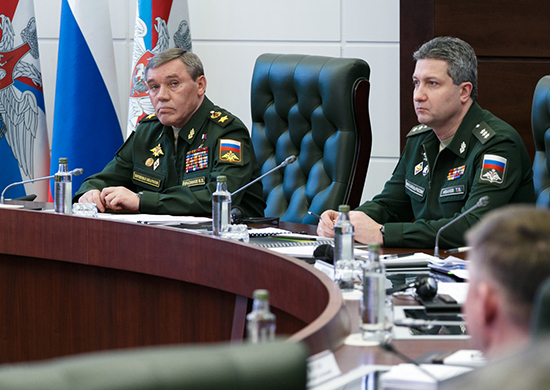
Timur Ivanov y Valeri Guerásimov, 26 de febrero de 2018.

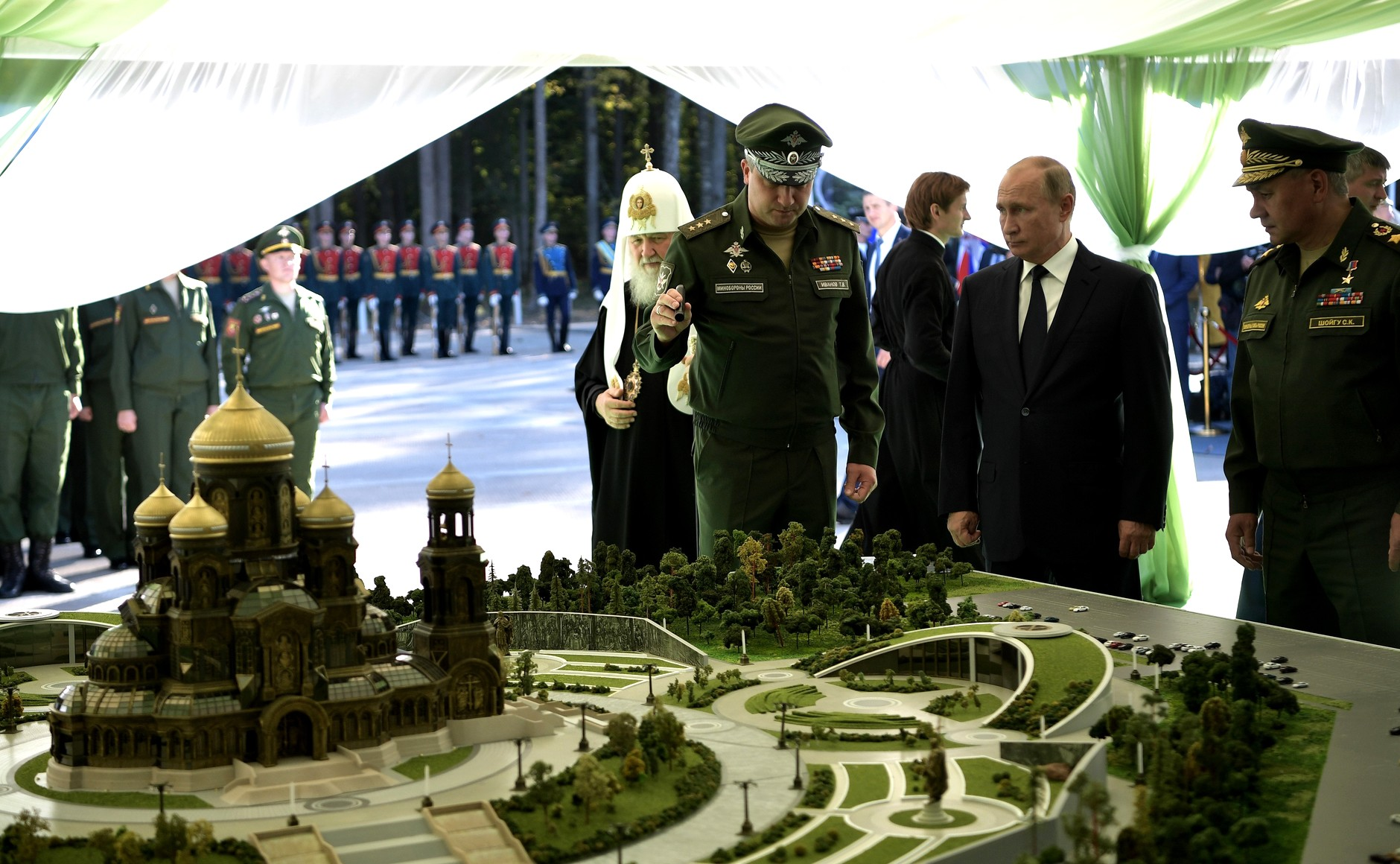
Ivanov, el presidente ruso Vladímir Putin, el ministro de Defensa ruso Serguéi Shoigú y el patriarca Cirilo en el Parque Patriota de Kúbinka, el 19 de septiembre de 2018.

Timur Ivanov nació el 15 de agosto de 1975 en Moscú. Su padre, Vadim Gennadyevich, es el director general de Crystal Development LLC desde 2004, mientras que su madre es de ascendencia Lezguinos, ya que es originaria del distrito de Kurakhsky de Daguestán.
En 1997, Ivanov se graduó de la Facultad de Matemática Computacional y Cibernética de la Universidad Estatal de Moscú.
Ivanov es candidato a licenciado en Ciencias Económicas por su tesis "Modelos financieros y organizativos de los proyectos de construcción de centrales nucleares", dirigida por Aleksandr Karyakin, que se defendió en Ivánovo en 2011.

## Carrera
De 1997 a 1999, Ivanov trabajó en varias organizaciones comerciales. De 1999 a 2012, trabajó en empresas del complejo de combustible y energía de Rusia.

### Servicio civil (2012-2016)
De 2012 a 2016, se desempeñó como vicegobernador del óblast de Moscú, bajo el gobernador Serguéi Shoigú. De 2013 a 2016, fue director general de Oboronstroy JSC, un subordinado al Ministerio de Defensa de Rusia.

### Viceministro de Defensa (2016-2024)
El 23 de mayo de 2016, Ivanov fue nombrado viceministro de Defensa de Rusia, poniendo fin a su mandato como vicegobernador. Asumió oficialmente el cargo el 11 de noviembre por decreto presidencial, en sustitución de Alexéi Diumin. En el Ministerio de Defensa, supervisa los asuntos relacionados con la administración de la propiedad y el acuartelamiento de las tropas, la vivienda y el apoyo médico de las Fuerzas Armadas de Rusia, y es responsable de la construcción, reconstrucción y revisión de las instalaciones del Ministerio de Defensa de Rusia y de las hipotecas militares.
Durante la pandemia de COVID-19 en Rusia en 2020, supervisó la construcción de 16 centros médicos multifuncionales del Ministerio de Defensa para el tratamiento de pacientes con COVID-19.
El 27 de diciembre de 2021, tras la muerte de Yevgueni Zínichev, hubo rumores de que Ivanov sería el próximo ministro oficial de Situaciones de Emergencia.
El 23 de abril de 2023, varias decenas de activistas se reunieron en una concentración organizada por el equipo del líder opositor Alekséi Navalni. Activistas anti-Kremlin instaron a la Unión Europea a imponer sanciones a su exesposa Svetlana.
El 23 de abril de 2024, el gobierno ruso arrestó a Ivanov y lo acusó de aceptar sobornos.  El 24 de abril, fue destituido como viceministro de Defensa por orden de Serguéi Shoigú. Según otras fuentes rusas, también fue acusado de "alta traición". Ha estado vinculado a Oboronlogistics y a la pequeña flota de buques que transportan material como misiles y tanques para la AFRF.
En julio de 2024, Magomed Khandayev, que estaba subordinado a Ivanov en el ministerio y había sido implicado y arrestado en el escándalo de corrupción allí, murió repentina e inesperadamente mientras estaba bajo custodia.

## Familia
Ivanov se había casado con su segunda esposa, Svetlana Aleksandrovna Maniovich (de soltera Zakharova), nacida en Moscú el 19 de septiembre de 1973. Svetlana es empresaria y propietaria del Grupo Metropol Fashion. Es una ex conductora del programa "Take it off immediately!" en STS. Es ciudadana israelí.
Sus hijos de su primer matrimonio con Mikhail Maniovich son su hija Aleksandra (nacida en 1998) y su hijo Mikhail (nacido en 2003). La Fundación Anticorrupción se dirigió a la Guardia di Finanza italiana con una solicitud para arrestar los activos de Ivanov y miembros de su familia. Svetlana Maniovich no cayó bajo las sanciones de la UE, ya que se divorció formalmente, pero siguió gastando en Europa el dinero que su marido ganó en la guerra de Ucrania. Según la investigación del equipo de Navalny, Ivanov y su esposa Svetlana gastaron más de un millón de euros en vacaciones, alquiler de villas y yates, así como en la compra de joyas y ropa, mientras que las cuentas personales de Svetlana fueron pagadas por una empresa contratada por el Ministerio de Defensa ruso en la reconstrucción de Mariúpol.
La pareja tiene dos hijas, Darya (nacida en 2010) y Praskovya (nacida en 2018).
En 2018, Forbes Rusia estimó el patrimonio neto de Ivanov y su familia en 136,7 millones de rublos (1,5 millones de dólares).
En junio del 2022 se divorció de su esposa, Svetlana. Antes del divorcio, cambió su apellido de Maniovich a Ivanova.

## Premios
En 2022, Ivanov recibió el título de Héroe de la República Popular de Lugansk.

## Sanciones
En octubre de 2022, la Unión Europea introdujo sanciones contra Ivanov. Según el Parlamento Europeo, Ivanov es responsable de la invasión rusa de Ucrania.